# 小行星3760
小行星3760（英語：3760 Poutanen）是一颗围绕太阳公转的小行星。1984年1月8日，愛德華·鮑威爾在可可尼诺县发现了此天体。
这颗小行星的绝对星等为87.17892211680758等。